# LGA 2066
LGA 2066 (Socket R4) — роз'єм для процесорів компанії Intel, що підтримує процесори Skylake-X, Kaby Lake-X і Cascade Lake-X без інтегрованого графічного ядра.
Розроблений як заміна роз'єму LGA 2011/2011-3 (Socket R/R3) для високопродуктивних настільних ПК на платформі Basin Falls (набір системної логіки X299) і однопроцесорних серверів та робочих станцій (набір логіки C422), у той час, як LGA 3647 (Socket P) замінить LGA 2011-1/2011-3 (Socket R2/R3) у багатопроцесорних серверних платформах і станціях на базі Skylake-EX (Xeon «Purley»).